# バンザイ 〜好きでよかった〜
『バンザイ 〜好きでよかった〜』（バンザイ すきでよかった）は、1996年2月7日に発売されたウルフルズ10枚目のシングル。

## 解説
アルバム『バンザイ』発売2週間後にシングルカット。既発曲ながら徐々に売上を伸ばし、前作「ガッツだぜ!!」に続き50万枚を超えるヒット。フジテレビ系ドラマ『勝利の女神』の主題歌に起用。
曲中の詞「ラララふたりで」の「ラララ」部分は当初、歌詞に適したフレーズを考え付くまでの暫定的な処置として仮に付けられた。結局メンバー全員でアイデアを絞ったが納得の行く言葉が見つからず、「ラララ」がそのまま採用となった。
本楽曲発売後間もなく、作詞・作曲のトータス松本が結婚したことから、結婚式で歌われる定番曲の一つとなっている。当時はトータスが妻に捧げた曲とされていたが、「当時は流れでそういう風に言っていたが、本当は後付け」と後にトータスは語っている。後にシングル「サムライソウル」にて、再レコーディングした「バンザイ -まだまだ好きでよかった」を収録。

## 発売後
チャリティコンサート「日本をすくえ '96」では泉谷しげる・小田和正・吉田拓郎によってカバーされている。後にトータスは吉田に「僕の人生の今は何章目ぐらいだろう」を提供、小田とはBAND FOR "SANKA"の「笑ってみせてくれ」で共演。
2014年12月31日放送『ダウンタウンのガキの使いやあらへんで大晦日SP 絶対に笑ってはいけない大脱獄24時』で、エンディング曲をウルフルズが替歌でリテイクした。
2006年公開映画「UDON」で主役のユースケ・サンタマリアとトータスがデュエットで歌った。

## 収録曲
1. バンザイ〜好きでよかった〜
  - 作詞・作曲：トータス松本　編曲：ウルフルズ、伊藤銀次
2. 春一番（スタジオ・ライブ・ヴァージョン）
  - 作詞・作曲：穂口雄右　キャンディーズのカバー曲。
3. いい女（スタジオ・ライブ・ヴァージョン）
  - 作詞・作曲：トータス松本、ウルフルケイスケ
4. バンザイ〜好きでよかった〜（オリジナル・カラオケ）

## カバー
- 2007年 - Soma（アルバム「Essence of life "smile"」）
- 2017年 - ふくろうず（トリビュート・アルバム『ウルフルズTribute 〜Best of Girl Friends〜』[1]）
- 2019年 - 七海ひろき（ミニアルバム「GALAXY」）
- 2021年 - HAN-KUN（カバーアルバム「Musical Ambassador2 〜Juke Box Man〜」）
- 2021年 - 諏訪部順一（カバーアルバム『COVER〜LOVE〜』）

## その他
- フジッコ「おばんざい小鉢」『おばんざい小鉢が、あってよかった。』篇（2022年9月 - ） - CMソングに採用。歌唱は元Shiggy Jr.のボーカル・池田智子[2]